# Ius exclusivae
El terme ius exclusivae (en llatí: "dret d'exclussió") indica l'antic privilegi d'alguns sobirans catòlics europeus per prohibir l'elecció com a Papa d'una persona en particular.
Ha estat exercit en diverses ocasions en la història pels reis de França, Espanya, els emperadors romanogermànics i els austríacs contra els candidats elegibles que no els agraden en el transcurs del conclave i per mitjà d'un cardenal de la corona.

## Història
El ius exclusivae, per part del governant, consistia en ordenar a l'anomenat cardenal de la corona de fer saber a l'assemblea dels cardenals reunits en conclave que un candidat en particular no era agradable per al sobirà mateix, per la qual cosa la seva elecció es tornava en molt difícil, si no impossible. Aquest dret sembla haver imposat de forma permanent durant el segle xvii, encara que anteriorment va haver-hi accions similars.
No sembla estar relacionat amb l'antic dret exercit pels emperadors romans d'Orient i els emperadors romanogermànics per confirmar l'elecció papal.
Espanya va oposar el veto contra un cardenal per primera vegada en 1605. En 1644, en el conclave que va triar el Papa Innocenci X, Espanya vetà el cardenal Giulio Cesare Sacchetti. El cardenal Giulio Mazzarino va arribar massa tard per anunciar el veto de França contra el cardenal  Giovanni Battista Pamphili, ja que ja havia estat elegit Papa.
Al conclave de 1846, el canceller austríac Klemens von Metternich confià el veto austríac del cardenal Giovanni Maria Mastai-Ferretti al cardenal Carlo Gaetano Gaisruck, arquebisbe de Milà; però arribà massa tard i Mastai-Ferretti ja s'havia convertit en Pius IX.

## Posició de l'Església
El dret exclusiu mai no ha estat reconegut oficialment pel papat, encara que molts conclaves van tenir a bé reconèixer aquesta objecció contra alguns candidats probables, acceptant així la interferència secular. Amb la butlla In eligendis del 9 d'octubre de 1562, el Papa Pius IV va ordenar als cardenals que triessin un papa sense respecte pel poder secular. La butlla Aeterni Patris Filius de 15 de novembre de 1621 va prohibir als cardenals a conspirar contra d'un candidat. Aquests documents, però, no condemnaven el dret d'exclusió. En la constitució In hac sublimi del 23 d'agost de 1871, el Papa Pius IX va prohibir qualsevol tipus d'interferència secular a les eleccions papals.
El darrer ús del veto es va produir en el conclave de 1903, quan el cardenal de l corona cardenal Jan Puzyna, en començar la votació, es va aixecar i va anunciar que a l'emperador Francesc Josep I d'Àustria no li agradava, per les seves posicions massa pro-franceses i anti-austríaques, el cardenal Mariano Rampolla del Tindaro:
| «                      | Faré honor, després d'haver estat cridat a aquest ofici per una ordre altíssima, per pregar humilment Eminència, com a degà del Sacre Col·legi de Cardenals de la Santa Església Romana i Camarlenc de la Santa Església Romana, que vol aprendre per la seva pròpia informació i notificar i declarar que no oficialment, en nom i amb l'autoritat de la sa Majestat Apostòlica Francesc Josep, emperador d'Àustria i rei d'Hongria, que, desitjant la seva Majestat utilitzar un antic privilegi, pronuncia el veto d'exclusió en contra el cardenal Mariano Rampolla | » |
| — Cardinale Jan Puzyna | |   |

Els cardenals es van sorprendre («Un episodi desagradable», va dir el cardenal Andrea Carlo Ferrari; «La cosa en si mateixa, i la forma, van portar la sorpresa i indignació al Sacre Col·legi. Gran i dolorosa impressió de tots», va dir el cardenal Domenico Ferrata), però van acceptar la interferència imperial, i Rampolla, que estava molt a prop de ser l'elegit, van perdre els seus vots.
El Papa Pius X, arran d'aquest episodi, va prohibir expressament el dret de veto en la constitució Commissum Nobis de 20 de gener de 1904:
| « | Per tant, en virtut de la santa obediència, sota l'amenaça del judici diví i la pena de l'excomunió latae sententiae, prohibim als cardenals de la Santa Església Romana, a tots i cada un, així com al secretari del Sacre Col·legi de Cardenals, i tots els altres que prengin part en el conclave, per rebre també en la forma d'un simple desig de l'oficina de proposar el veto, de cap manera, ja sigui per escrit o de paraula. I La nostra voluntat és que la prohibició s'estén a totes les peticions [omissis] pel qual els poders seculars poden tractar d'envair durant l'elecció d'un pontífex | » |

Cap més poder secular ha intentat més d'exercir el dret d'exclusiva des de 1903, en part a causa de la caiguda de les grans monarquies europees després de la Primera Guerra Mundial. Es diu que el General Francisco Franco intentà interferir al conclave de 1963, enviant un "avís" al Col·legi de Cardenals mitjançant el cardenal Arcadio Larraona.

## Relació dels vetos
- Conclave de 1314-1316: veto del comte de Forez en contra del cardenal Arnaud Fournier en nom del comte de Poitiers Felip (el futur Felip V de França).
- Conclave de març de 1605: veto de Felip II d'Espanya en contra del cardenal Cesare Baronio.
- Conclave de 1644: vet fallit de Lluís XIV de França en contra del cardenal Giovanni Battista Pamphilj, elegit papa Innocenci X.
- Conclave de 1655: veto de Felip IV d'Espanya en contra del cardenal Giulio Cesare Sacchetti.
- Conclave de 1669-1670: veto de Carles II d'Espanya en contra dels cardenals Pietro Vidoni i Francesco Maria Brancaccio i veto de Lluís XIV de França en contra dels cardenals Benedetto Odescalchi i Scipione Pannocchieschi.
- Conclave de 1700: veto de Lluís XIV de França en contra del cardenal Galeazzo Marescotti.
- Conclave de 1721: veto de Felip V d'Espanya en contra del cardenal Francesco Pignatelli i veto fallit de Carles VI del Sacre Imperi Romanogermànic en contra del cardenal Fabrizio Paolucci.
- Conclave de 1724: veto de Carles VI del Sacre Imperi Romanogermànic en contra del cardenal Fabrizio Paolucci.
- Conclave de 1730: veto de Felip V d'Espanya en contra del cardenal Giuseppe Renato Imperiali.
- Conclave de 1740: veto de Felip V d'Espanya en contra del cardenal Pier Marcellino Corradini.
- Conclave de 1758: veto de Lluís XV de França en contra del cardenal Carlo Alberto Guidoboni Cavalchini.
- Conclave de 1774-1775: veto de Carles III d'Espanya en contra del cardenal Giovanni Carlo Boschi.
- Conclave de 1799-1800: veto de Francesc I d'Àustria contra tots els cardinals francesos, espanyols, napolitans, genovesos i sards i veto de Carles IV d'Espanya en contra del cardenal Alessandro Mattei.
- Conclave de 1823: veto de Francesc I d'Àustria en contra del cardenal Antonio Gabriele Severoli.
- Conclave de 1829: veto de Carles X de França en contra del cardenal Bartolomeo Pacca.
- Conclave de 1830-1831: veto de Ferran VII d'Espanya en contra del cardenal Giacomo Giustiniani.
- Conclave de 1846: veto de Ferran I d'Àustria en contra del cardenal Tommaso Bernetti i fallit en contra del cardenal Giovanni Maria Mastai Ferretti, elegit papa Pius IX.
- Conclave de 1903: veto de Francesc Josep I d'Àustria en contra del cardenal Mariano Rampolla del Tindaro.